# Contre coup

Gdy głowa uderza w nieruchomy obiekt, uraz coup powstaje w miejsca uderzenia, a contre coup po przeciwnej stronie.

Contre coup – uraz głowy występujący po drugiej stronie względem miejsca uderzenia. Uraz występujący w miejscu uderzenia głowy o obiekt określa się jako coup. Urazy coup i contre coup wiążą się z wystąpieniem stłuczenia mózgu. Przy urazie głowy może powstać tylko jeden z nich lub oba naraz. Uraz coup jest charakterystyczny dla uderzenia poruszającego się obiektu w nieruchomą głowę, podczas gdy urazy contre coup zwykle powstają kiedy poruszająca się głowa uderza w nieruchomy obiekt.